# Marathon van Honolulu 2015
De marathon van Honolulu 2015 vond plaats op 13 december 2015 in Honolulu. Het was de 43e editie van deze marathon. Bij de mannen won de Keniaan Felix Kiprotich in 2:11.43 en bij de vrouwen was de Keniaanse Joyce Chepkirui het snelst in 2:28.34.
In totaal finishten er 21.546 marathonlopers, waarvan 11.339 mannen en 10.207 vrouwen.

## Uitslagen

### Mannen
| rang   | naam                  | land | tijd    |
| ------ | --------------------- | ---- | ------- |
| Goud   | Felix Kiprotich       | KEN  | 2:11.43 |
| Zilver | Wilson Chebet         | KEN  | 2:12.47 |
| Brons  | Daniel Kiprop         | KEN  | 2:13.24 |
| 4      | Robert Kwambai        | KEN  | 2:15.27 |
| 5      | Kenneth Mburu Mungara | KEN  | 2:18.36 |
| 6      | Florian Neuschwander  | GER  | 2:27.57 |
| 8      | Yuta Koyama           | JPN  | 2:31.59 |
| 9      | Masato Endo           | JPN  | 2:35.05 |
| 10     | Taku Harada           | JPN  | 2:36.30 |

### Vrouwen
| rang   | naam             | land | tijd    |
| ------ | ---------------- | ---- | ------- |
| Goud   | Joyce Chepkirui  | KEN  | 2:28.34 |
| Zilver | Lucy Karimi      | KEN  | 2:28.55 |
| Brons  | Isabella Ochichi | KEN  | 2:29.45 |
| 4      | Ying-Ying Zhang  | CHN  | 2:37.01 |
| 5      | Woinshet Girma   | ETH  | 2:40.26 |
| 6      | Aheza Kiros      | ETH  | 2:47.37 |
| 7      | Eri Suzuki       | JPN  | 2:47.43 |
| 8      | Malia Crouse     | USA  | 2:51.52 |

1973 ·
1974 ·
1975 ·
1976 ·
1977 ·
1978 ·
1979 ·
1980 ·
1981 ·
1982 ·
1983 ·
1984 ·
1985 ·
1986 ·
1987 ·
1988 ·
1989 ·
1990 ·
1991 ·
1992 ·
1993 ·
1994 ·
1995 ·
1996 ·
1997 ·
1998 ·
1999 ·
2000 ·
2001 ·
2002 ·
2003 ·
2004 ·
2005 ·
2006 ·
2007 ·
2008 ·
2009 ·
2010 ·
2011 · 
2012 · 
2013 ·  
2014 ·  
2015 ·  
2016 ·  
2017